# Ярюхин, Алексей Алексеевич
Алексей Алексеевич Ярюхин (16 февраля 1986) — украинский футболист и тренер.

## Игровая карьера
Воспитанник кировоградского футбола. Во взрослом футболе дебютировал 16 апреля 2004 года в составе «Звезда». В этот день кировоградская команда в рамках высшей лиги чемпионата Украины играла выездной матч против мариупольского «Ильичёвца». Ярюхин на 78 минуте игры заменил эстонского легионера Евгения Новикова. Всего в высшем дивизионе провёл 10 матчей.
С 2005 года играл в командах низших дивизионов «Заря» (Луганск), «Николаев», «Нафком» (Бровары), «Полтава» и «Горняк» (Кривой Рог), а также в кировоградской «Звезде» после её снятия с соревнований и возрождения во второй лиге.

## Тренерская карьера
После завершения профессиональной карьеры перешёл на тренерскую работу в кировоградскую ДЮСШ-2. В 2019 году стал тренером в штабе Самира Гасанова, возглавившего «Звезду», после снятия команды с первой лиги и начала выступлений в чемпионате Кировоградской области, а позднее — в любительском чемпионате Украины